# I Love $
Pour plus de détails, voir Fiche technique et Distribution.
I Love $ est un film documentaire néerlandais réalisé par Johan van der Keuken tourné à Amsterdam, New York, Hong Kong et Genève entre septembre 1984 et octobre 1985 dans les milieux de la finance et sorti en 1986.

## Synopsis
L'argent circule dans les banques de Hong-Kong et de Genève, chez les spéculateurs à New-York et à Amsterdam. Dans les capitales de la finance internationale, une extrême pauvreté côtoie le luxe et une richesse indécente.
A Genève, Johan van der Keuken s'interroge sur les débuts du capitalisme en lien avec la réforme de Calvin en 1536. En parallèle, il filme les enfants d'immigrés portugais et italiens, et leur famille soumis à une importante précarité dans l'attente de permis de travail provisoire. 
Johan van der Keuken analyse les procédés utilisés par les professionnels de la finance : "Une banque peut s'imposer parce qu'elle connait plusieurs parties dont elle est source d'information pour ses clients et s'attribue par là le droit de gagner de l'argent". Le réalisateur néerlandais filme le cynisme des banquiers qui jouent avec les dettes des pays pauvres sans se soucier des conséquences de leurs actes.
À travers ce long documentaire de plus de deux heures, Johan van der Keuken dénonce le système bancaire international qui pille les pays du tiers monde. C'est le portrait d'une époque, les années Reagan, les années d'or d'un capitalisme sans morale.

## Fiche technique
- Titre original : I love $
- Réalisation : Johan van der Keuken
- Photographie : Johan van der Keuken
- Montage : Jan Dop
- |Mixage : Bruno Boersma
- Musique : Willem Breuker
- Sociétés de production : Lucid Eye
- Pays :  Pays-Bas
- Genre : film documentaire
- Durée : 140 minutes

## Distribution
Dans leur propre rôle :
À New York
- Micheal Moffitt : investment manager - auteur de The World's Money
- Roger M. Kubarych :Federal Reserve Bank of New York
- Luis, Adela, Rafeal Robbie, Tomorrow et les personnes du « Loisaida »

À Hong-Kong
- Michael Sandberg : The hong Kong and Shangai Banking Co.
- Walter and Conny Lau and family
- Vincent Ng : Elee-Eltee Co.

À Genève
- Louk de Wilde et Onno van den Broek : NMB Bank
- Jean-Marc Droin : Secrétaire Général de l'Église Nationale Protestante

## Autour du film
Après plusieurs films impressionnistes, Johan van der Keuken revient à une narration plus classique avec I love $. Il s'en explique dans un entretien donné lors de la sortie du film: "Le cinéma expérimental est devenu une catégorie et n'aurait pas dû le devenir. Il faut rompre avec l'expérimental à une certaine étape. I Love $ pose ce problème. Il a fallu avoir recours à l'interview, à la parole des gens. Il importait de revenir dans le temps. Le travail sur la forme reste là, mais un peu en retrait pour faire place à quelque chose de plus important. S'en tenir à l'expérimental aurait signifié un retour à la convention."